# Blind (film, 2014)
Pour les articles homonymes, voir Blind.
Pour plus de détails, voir Fiche technique et Distribution.
Blind est un film norvégien réalisé par Eskil Vogt, sorti en 2014.

## Synopsis
Ingrid a perdu la vue et vit recluse dans son appartement.

## Fiche technique
- Titre français : Blind
- Réalisation : Eskil Vogt
- Scénario : Eskil Vogt
- Production : Sigve Endresen, Hans-Jørgen Osnes
- Musique : Henk Hofstede
- Pays d'origine :  Norvège
- Format : Couleurs - 35 mm - 1,85:1
- Genre : Film dramatique
- Studio : Lemming Film Motlys
- Durée : 91 minutes
- Date de sortie :
  - 19 janvier 2014 :  États-Unis (Festival du film de Sundance 2014)
  - 29 avril 2015 :  France

## Distribution
- Ellen Dorrit Petersen : Ingrid
- Henrik Rafaelsen : Morten
- Vera Vitali : Elin
- Marius Kolbenstvedt : Einar
- Stella Kvam Young : Kim (fille)
- Isak Nikolai Møller : Kim (garçon)
- Jacob Young : ex-mari d'Elin
- Nikki Butenschøn : Ove Kenneth
- Erle Kyllingmark : Bente
- Fredrik Sandahl : le cycliste
- Aslag Guttormsgaard : homme sympathique
- Veronica Berntsen : jeune vendeuse
- Steffen Skau Linnert : le serveur
- Helga Guren : Anne-Lise
- Tim Nansen : le docteur

## Récompenses et distinctions
- Grand Prix du jury au Festival international du premier film d'Annonay 2015
- Ramdam Festival - édition 2015 : sélection officielle pour la catégorie Fiction et prix du film le plus dérangeant de la catégorie fiction remis par les organisateurs festival à la suite de l'annulation du festival pour cause de menaces terroristes.